# Hermann Rönsch
Hermann Rönsch (* 14. April 1821 in Hirschberg (Saale); † 5. November 1888 in Zwickau) war ein deutscher Theologe und Sprachforscher, der sich hauptsächlich der wissenschaftlichen Untersuchung der Vulgata widmete.
Rönsch studierte von 1840 bis 1843 Theologie an der Universität Leipzig. 1844 wurde er Hauslehrer, 1847 Knabenlehrer in Lobenstein und 1851 Oberlehrer in seinem reußischen Geburtsort Hirschberg. 1856 erfolgte seine Weihe zum Diakonus und 1877 zum Archidiakonus im benachbarten Lobenstein. Mit 66 Jahren trat er 1887 in den Ruhestand und zog nach Zwickau, wo er im darauffolgenden Jahr starb.
Rönsch stand u. a. bis zum Lebensende mit dem Theologieprofessor Ernst Ranke in Marburg, dem jüngeren Bruder von Leopold von Ranke, den er während einer Kur in Bad Kissingen kennengelernt hatte, im wissenschaftlichen Briefwechsel.

## Werke (Auswahl)
- Itala und Vulgata. Marburg 1869
- Das neue Testament Tertullians. Leipzig 1871.
- Das Buch der Jubiläen. Leipzig 1874.